# Volksabstimmungen in der Schweiz 2010
Dieser Artikel bietet eine Übersicht der Volksabstimmungen in der Schweiz im Jahr 2010.
In der Schweiz fanden 2010 auf Bundesebene sechs Volksabstimmungen statt, im Rahmen dreier Urnengänge am 7. März, 26. September und 28. November. Dabei handelte es sich um ein obligatorisches Referendum, zwei fakultative Referenden, zwei Volksinitiativen sowie eine Volksinitiative mit Gegenentwurf und Stichfrage.

## Abstimmungen am 7. März 2010

### Ergebnisse
| Nr. | Vorlage | Art | Stimm- berechtigte | Abgegebene Stimmen | Beteiligung | Gültige Stimmen | Ja        | Nein      | Ja-Anteil | Nein-Anteil | Stände | Ergebnis |
| --- | --- | --- | ------------------ | ------------------ | ----------- | --------------- | --------- | --------- | --------- | ----------- | ------ | -------- |
| 548 | Bundesbeschluss vom 25. September 2009 zu einem Verfassungsartikel über die Forschung am Menschen                                             | OR  | 5'051'169          | 2'297'548          | 45,49 %     | 2'212'655       | 1'708'488 | 504'167   | 77,21 %   | 22,79 %     | 23:0   | ja       |
| 549 | Eidgenössische Volksinitiative «Gegen Tierquälerei und für einen besseren Rechtsschutz der Tiere (Tierschutzanwalt-Initiative)»               | VI  | 5'051'169          | 2'314'490          | 45,82 %     | 2'276'872       | 0'671'731 | 1'605'141 | 29,50 %   | 70,50 %     | 0:23   | nein     |
| 550 | Änderung vom 19. Dezember 2008 des Bundesgesetzes über die berufliche Alters-, Hinterlassenen- und Invalidenvorsorge (Mindestumwandlungssatz) | FR  | 5'051'169          | 2'311'052          | 45,72 %     | 2'263'578       | 0'617'209 | 1'646'369 | 27,27 %   | 72,73 %     | –      | nein     |

### Forschung am Menschen
Seit den frühen 1990er Jahren waren verschiedene Vorlagen zu Fortpflanzungsmedizin, Transplantationen und Stammzellenforschung in Volksabstimmungen angenommen worden. 2003 beauftragte das Parlament den Bundesrat mittels Motion, eine Verfassungsbestimmung zur Forschung am Menschen auszuarbeiten. Ein entsprechender Entwurf lag vier Jahre später vor, auf dessen Grundlage ein schon lange gefordertes Humanforschungsgesetz erarbeitet werden sollte. Mit dem neuen Artikel in der Bundesverfassung sollte der Bund ermächtigt werden, Vorschriften zum Schutz der Würde und Persönlichkeit in der Forschung am Menschen zu erlassen. Zudem sollten Grundsätze zugunsten der Aufklärung und des Schutzes der teilnehmenden Personen sowie der Wissenschaftsfreiheit festgeschrieben werden. Die meisten Parteien sowie Forschungsvertreter stellten sich hinter die Vorlage und wiesen auf die Wichtigkeit einheitlicher Rahmenbedingungen für die Forschung hin. Gegen die Vorlage stellten sich die SVP und die EDU; ihrer Ansicht nach war der Artikel zu forschungsfeindlich, weil der biologischen und medizinischen Forschung zu enge Grenzen gesetzt würden. Die Grünen hatten Vorbehalte bezüglich der Forschung an Kleinkindern, geistig behinderten oder anderen nicht urteilsfähigen Menschen, weshalb sie Stimmfreigabe beschlossen. Mehr als drei Viertel der Abstimmenden und alle Kantone nahmen die Vorlage an, wobei die Zustimmung in der Romandie tendenziell höher ausfiel als in den übrigen Landesteilen.

### Tierschutzanwalt-Initiative
Das 2008 in Kraft getretene neue Tierschutzgesetz erleichterte die Verfolgung von Tierschutzdelikten: Beispielsweise waren die Kantone verpflichtet worden, eine Tierschutz-Fachstelle zu benennen und bei vorsätzlichen Verstössen Strafanzeige zu erstatten. Ausserdem würden mit der 2011 in Kraft tretenden Strafprozessordnung Strafverfahren im Tierschutz effizienter durchgeführt werden können. Dem Schweizer Tierschutz genügten diese Verbesserungen nicht, und er kritisierte, dass Tierquälerei auch mit den neuen Bestimmungen weiterhin kaum strafrechtlich verfolgt würde und dass das mögliche Strafmass nur in seltenen Fällen ausgeschöpft würde. Die Organisation reichte deshalb im Juli 2007 eine Volksinitiative ein. Sie forderte, dem Beispiel des Kantons Zürich folgend, die Einführung eines Tierschutzanwalts. Bundesrat und Parlament wiesen das Begehren zurück, da es einseitig nur die Strafverfolgung stärken würde. Ausserdem sei der Nutzen eines Tierschutzanwalts nicht erwiesen, da sich viele Fälle im Privaten ereignen und darum kaum je bekannt würden. Zu den Befürwortern gehörten SP, Grüne, Grünliberale und EVP. Gegen die Initiative sprachen sich die bürgerlichen Parteien und der Bauernverband aus. Über zwei Drittel der Abstimmenden und alle Kantone lehnten die Vorlage ab.

### Anpassung des Mindestumwandlungssatzes
Der Bundesrat präsentierte im November 2006 eine Änderung des Bundesgesetzes über die berufliche Vorsorge (BVG). Damit reagierte er auf eine Motion, die der Ständerat noch vor der Verabschiedung der ersten BVG-Revision angenommen hatte. Eine weitere Grundlage bildete der Bericht einer von der Eidgenössischen Kommission für berufliche Vorsorge eingesetzten Arbeitsgruppe. Konkret sollte der Mindestumwandlungssatz, also der Prozentsatz des angesparten Kapitals, der den Pensionierten als Rente jährlich ausbezahlt wird, innerhalb von fünf Jahren von 7,1 auf 6,4 Prozent gesenkt werden. In der parlamentarischen Beratung war die Vorlage sehr umstritten, dennoch wurde sie von beiden Kammern mit geringfügigen Änderungen angenommen. Gegen diesen Beschluss ergriffen der Schweizerische Gewerkschaftsbund, die SP und die Grünen das Referendum. Unterstützung erhielten sie von der PdA und der CSP sowie von den Rechtsaussenparteien Lega und SD. Die Gegner setzten in ihrer Kampagne auf das Schlagwort «Rentenklau» und erhoben den Vorwurf, das Parlament habe mit übertrieben hohen Lebenserwartungen gerechnet und gleichzeitig bei den Renditeprognosen untertrieben. Bürgerliche Parteien und Wirtschaftsverbände hielten dem entgegen, dass die Senkung des Mindestumwandlungssatzes unerlässlich sei, um die finanzielle Zukunft der beruflichen Vorsorge sicherzustellen. Fast drei Viertel der Abstimmenden lehnten die Vorlage ab und bescherten dem Bundesrat und der bürgerlichen Parlamentsmehrheit somit eine schwere Niederlage.

## Abstimmung am 26. September 2010

### Ergebnis
| Nr. | Vorlage | Art | Stimm- berechtigte | Abgegebene Stimmen | Beteiligung | Gültige Stimmen | Ja      | Nein    | Ja-Anteil | Nein-Anteil | Stände | Ergebnis |
| --- | --- | --- | ------------------ | ------------------ | ----------- | --------------- | ------- | ------- | --------- | ----------- | ------ | -------- |
| 551 | Änderung vom 19. März 2010 des Bundesgesetzes über die obligatorische Arbeitslosenversicherung und die Insolvenzentschädigung (Arbeitslosenversicherungsgesetz) | FR  | 5'077'180          | 1'819'477          | 35,84 %     | 1'795'014       | 958'913 | 836'101 | 53,42 %   | 46,58 %     | –      | ja       |

### Revision des Arbeitslosenversicherungsgesetzes
2003 war das revidierte und vom Volk angenommene Gesetz über die Arbeitslosenversicherung (ALV) in Kraft getreten. Da sich die Arbeitslosigkeit aber weniger stark als erwartet verringert hatte, stieg der Schuldenberg der ALV bis 2010 auf sieben Milliarden Franken an. Bereits im Mai 2005 erhielt das Volkswirtschaftdepartement den Auftrag, eine neue Vorlage auszuarbeiten. Aufgrund der komplexen Materie konnte der Bundesrat jedoch erst im September 2008 eine Vorlage präsentieren. Die darauf folgende parlamentarische Beratung zog sich mehr als ein Jahr lang hin und konnte erst mit einer Differenzbereinigung zwischen beiden Räten abgeschlossen werden, wobei der Ständerat weitgehend den Positionen des Nationalrates folgte. Die Revision sah eine Mischung aus Minderausgaben und Mehreinnahmen vor. Einerseits sollten gezielt bestimmte Leistungen gekürzt, andererseits die Lohnabzüge von 2,0 auf 2,2 Prozent angehoben werden. Zum Abbau der Schulden sollte zudem bei allen Personen, die mehr als 126'000 Franken pro Jahr verdienen, ein Solidaritätsprozent erhoben werden. SP, Grüne und Gewerkschaften wehrten sich gegen die Leistungskürzungen, weshalb sie erfolgreich das Referendum ergriffen. Sie kritisierten, dass den Verlierern der Wirtschaftskrise die Leistungen gekürzt würden, während Abzocker verschont blieben, da Einkommen über 315'000 Franken nicht beitragspflichtig seien. Der Schuldenabbau würde bis 2028 hinausgezögert, ferner würden Kantone und Gemeinden mit Mehrkosten belastet. Die bürgerlichen Befürworter priesen die Vorlage als ausgewogen an. Besserverdienende würden mit einem zusätzlichen Prozent belastet, und für die meisten Versicherten würde sich nichts ändern. Dies gelte insbesondere für Arbeitslose mit tieferen Einkommen und für solche mit Kindern. Eine knappe Mehrheit der Abstimmenden nahm die Vorlage an.

## Abstimmungen am 28. November 2010

### Ergebnisse
| Nr. | Vorlage | Art | Stimm- berechtigte | Abgegebene Stimmen | Beteiligung | Gültige Stimmen | Ja                                                 | Nein                                               | Ja-Anteil                                          | Nein-Anteil                                        | Stände                                             | Ergebnis                                           |
| --- | --- | --- | ------------------ | ------------------ | ----------- | --------------- | -------------------------------------------------- | -------------------------------------------------- | -------------------------------------------------- | -------------------------------------------------- | -------------------------------------------------- | -------------------------------------------------- |
| 552 | Eidgenössische Volksinitiative «Für die Ausschaffung krimineller Ausländer (Ausschaffungsinitiative)» | VI  | 5'084'053          | 2'690'799          | 52,93 %     | 2'674'627       | 1'397'923                                          | 1'243'942                                          | 52,27 %                                            | 47,73 %                                            | 17½:5½                                             | ja                                                 |
| 552 | Bundesbeschluss vom 10. Juni 2010 über die Aus- und Wegweisung krimineller Ausländerinnen und Ausländer im Rahmen der Bundesverfassung (Gegenentwurf zur Volksinitiative «Für die Ausschaffung krimineller Ausländer»)  | GE  | 5'084'053          | 2'690'799          | 52,93 %     | 2'674'627       | 1'189'269                                          | 1'407'830                                          | 44,64 %                                            | 55,54 %                                            | 0:23                                               | nein                                               |
| 552 | Stichfrage zur Volksinitiative «Für die Ausschaffung krimineller Ausländer (Ausschaffungsinitiative)» und zum Gegenentwurf dazu (Bundesbeschluss über die Aus- und Wegweisung krimineller Ausländerinnen und Ausländer) | SF  | 5'084'053          | 2'690'799          | 52,93 %     | 2'524'126       | Erläuterung im entsprechenden Kapitel weiter unten | Erläuterung im entsprechenden Kapitel weiter unten | Erläuterung im entsprechenden Kapitel weiter unten | Erläuterung im entsprechenden Kapitel weiter unten | Erläuterung im entsprechenden Kapitel weiter unten | Erläuterung im entsprechenden Kapitel weiter unten |
| 553 | Eidgenössische Volksinitiative «Für faire Steuern. Stopp dem Missbrauch beim Steuerwettbewerb (Steuergerechtigkeits-Initiative)»                                                                                        | VI  | 5'084'053          | 2'662'110          | 52,36 %     | 2'583'818       | 1'073'229                                          | 1'510'589                                          | 41,54 %                                            | 58,46 %                                            | 3½:19½                                             | nein                                               |

### Ausschaffungsinitiative
Das seit 2005 geltende Ausländergesetz sah zwar die Möglichkeit der Ausschaffung ausländischer Straftäter vor, die Entscheidung lag aber in jedem Fall im Ermessen der zuständigen Behörden. Im Februar 2008 reichte die SVP eine Volksinitiative ein, die eine automatische Ausschaffung rechtskräftig verurteilter Ausländer bei schweren Delikten gegen Leib und Leben, Sozialhilfemissbrauch, Drogenhandel und Einbruch forderte. Für die Unterschriftensammlung, die mit dem Wahlkampf der Parlamentswahlen 2007 zusammenfiel, hatte die SVP unter anderem mit dem umstrittenen «Schäfchenplakat» geworben. Der Bundesrat lehnte es ab, die Initiative für ungültig zu erklären. Sie verstosse zwar gegen Verfassungsbestimmungen und allgemeines Völkerrecht, jedoch nicht gegen zwingendes Völkerrecht. Der Deliktkatalog der Vorlage sei eher zufällig und widerspreche dem rechtsstaatlichen Grundsatz der Verhältnismässigkeit. Das Parlament folgte dieser Einschätzung, wollte der Vorlage aber einen direkten Gegenentwurf gegenüberstellen (anstatt eines indirekten). Im erbittert geführten Abstimmungskampf unterstützten nur kleine Rechtsaussenparteien die Initiative der SVP, deren Kampagne stark polarisierte und von vielen als rassistisch, xenophob und populistisch bezeichnet wurde. Die Befürworter argumentierten, eine verschärfte und konsequente Ausschaffungspraxis führe zu weniger Ausländerkriminalität und zu mehr Sicherheit. Die bürgerlichen Parteien lehnten die Initiative ab und unterstützten den Gegenentwurf, der das Hauptanliegen aufnehme, ohne die Grundrechte und das Völkerrecht zu verletzen. Die linken Parteien lehnten sowohl Initiative als auch Gegenentwurf ab, da die Sicherheit der Bevölkerung bereits gewährleistet sei und auch der Gegenentwurf die Rechtsgleichheit beeinträchtige. Eine knappe Mehrheit von Volk und Ständen nahm die Initiative an, wobei sich ein deutlicher Gegensatz zwischen der ablehnenden Romandie und der befürwortenden Deutschschweiz zeigte.

### Gegenentwurf zur Ausschaffungsinitiative
Der im Juni 2010 von National- und Ständerat verabschiedete direkte Gegenentwurf wollte den ungenau formulierten Deliktkatalog der Initiative mit den Bestimmungen im Strafgesetzbuch harmonisieren. Eine allgemeine Bestimmung sollte dafür sorgen, dass eine Verurteilung zu einer Freiheitsstrafe von mindestens einem Jahr die Ausschaffung zur Folge hat. Im Einzelfall sollte die Schwere der Tat für den Entzug des Aufenthaltsrechts massgebend sein. Ebenso sollte sichergestellt sein, dass bei Landesverweisen die Grundprinzipien des Völkerrechts und der Bundesverfassung zu beachten seien. Die SVP betrachtete den Gegenentwurf als unzureichend und hielt an ihrer Volksinitiative fest. Der direkte Gegenentwurf scheiterte relativ deutlich und fand in keinem Kanton Zustimmung.

### Stichfrage
Da die Initiative angenommen und der Gegenentwurf abgelehnt wurde, hatte die Stichfrage letztlich keinerlei Auswirkungen. Bei einem «doppelten Ja» hätte das Volk mit 1'271'365 zu 1'252'761 Stimmen den Gegenentwurf bevorzugt. Hingegen sprachen sich 15 Stände für die Volksinitiative aus. Aufgrund der Prozentsummenregelung wäre dann die Volksinitiative in Kraft getreten.

### Steuergerechtigkeitsinitiative
Der Kanton Obwalden hatte 2005 ein degressives Steuermodell für besonders hohe Einkommen eingeführt, um reiche Steuerzahler anzulocken. Als Reaktion darauf begann die SP Unterschriften für eine Volksinitiative zu sammeln, die Mindeststeuersätze für hohe Einkommen und Vermögen sowie ein Verbot degressiver Steuersätze forderte. Das Bundesgericht erklärte im Juni 2007 degressive Steuern für verfassungswidrig, doch die Initianten hielten an ihrem Begehren fest und reichten es im Mai 2008 ein. Konkret sollte bei Alleinstehenden für jenen Teil des Einkommens, der 250'000 Franken übersteigt, ein Steuersatz von mindestens 22 Prozent gelten, für Vermögen von mehr als zwei Millionen Franken ein Steuersatz von 5 Promille. Für die Festlegung der Steuersätze bei gemeinsam veranlagten Paaren und alleinstehenden Personen mit Kindern sollte der Gesetzgeber die Steuersätze festlegen. Die SP und weitere linke Parteien argumentierten, die Initiative würde den schädlichen Steuerwettbewerb zwischen Kantonen und Gemeinden ausschalten, der den nationalen Zusammenhalt gefährde und nur den Superreichen zugute käme. Der Bundesrat und die bürgerlichen Parteien bekämpften die Vorlage. Einerseits sei die Initiative aufgrund des Bundesgerichtsentscheids bereits überholt, andererseits spiele sich der Steuerwettbewerb in der Schweiz innerhalb klarer rechtlicher und politischer Grenzen ab. Zudem stünde mit dem 2004 von Volk und Ständen angenommenen neuen Finanzausgleich ein Ausgleichssystem zur Verfügung, das grosse Unterschiede zwischen den Kantonen mildere. Knapp drei Fünftel der Abstimmenden lehnten die Vorlage ab, Zustimmung fand sie nur in den Kantonen Basel-Stadt, Genf, Jura und Neuenburg.